# エステルイェートランド級駆逐艦
エステルイェートランド級駆逐艦（エステルイェートランドきゅうくちくかん、スウェーデン語: Jagare typ Östergötland; Östergötlandsklass）は、スウェーデン海軍が運用していた駆逐艦の艦級。
スウェーデン海軍は、まず1948年に3,500トン級駆逐艦（ハッランド級）の計画の認可を受けて建造に着手した。続いて、1953年に、ひとまわり小型の2,500トン級駆逐艦の計画が認可された。これによって建造されたのが本級である。船型は、ハッランド級が船首楼型であったのに対し、本級では平甲板型が採用された。
主砲はハッランド級と同じく50口径120mm連装砲2基を搭載しているが、同級では自動砲であったのに対して本級では半自動砲が採用されており、発射速度は、毎分40発から20発に低下している、また1963年より、40mm機銃3門とバーターに、イギリス製のシーキャット個艦防空ミサイルを搭載した。このシステムは、スウェーデン軍ではRb.07と称されていた。
その後、艦隊をコルベット・高速戦闘艇主体に改編するというスウェーデン軍の方針を受けて、後継艦は建造されず、ハッランド級とともに1982年までに運用を終了した。
| #    | 艦名                                    | 起工       | 就役      | 除籍      |
| ---- | --------------------------------------- | ---------- | --------- | --------- |
| J 20 | エステルイェートランド HMS Östergötland | 1955年 9月 | 1958年3月 | 1982年7月 |
| J 21 | セーデルマンランド HMS Södermanland     | 1955年 6月 | 1958年7月 | 1982年7月 |
| J 22 | イェストリークランド HMS Gastrikland    | 1955年10月 | 1956年6月 | 1982年7月 |
| J 23 | ヘルシングランド HMS Hälsingland        | 1955年10月 | 1959年6月 | 1982年7月 |